# Francesc Sans i Bonet
Francesc Sans i Bonet (Valls, 1974) és un músic català, mestre de sac de gemecs.
Comença a tocar la gralla a l'edat dels dotze anys (any 1986). Quatre anys més tard s'inicia en el sac de gemecs, una cornamusa típica de Catalunya que s'havia perdut i que des del 1983 s'estava intentant recuperar. Actualment treballa com a professor en diversos centres i escoles de música, com l'Escola Municipal de Música Maria Dolors Calvet de Vilafranca del Penedès.
Ha format part de diferents formacions, com ara, el grup Bufalodre (des de l'any 1994), acompanyat al flabiol i tamborí de l'Iris Gayete i a la xirimia d'en Daniel Carbonell o també el grup Corylus Avellana Sac Project grup per posar en valor el sac de gemecs amb una mescla entre les músiques més arrelades i músiques amb tendències més contemporànies.
Sans ha dut el sac de gemecs arreu dels països catalans com també a Europa, els Estats Units i l'Àfrica. L'any 2021 publica el seu primer treball discogràfic, Infinit, on el sac de gemecs té un paper principal i està acompanyat de molts altres instruments del món tradicional i clàssic.

## Llibres
- Les cornamuses i el sac de gemecs —coescrit amb Simó Busquets, 1993.
- Santa Tecla: músiques i tocs de festa (Arola, 2010)
- A mitges. Quadern de repertori per a sac i tamborino (Quart minvant, 2013).